# Refrigeratore a diluizione

Diagramma di fase della miscela ^{3}He–^{4}He, sull'asse delle ascisse vi è la percentuale di
elio-3

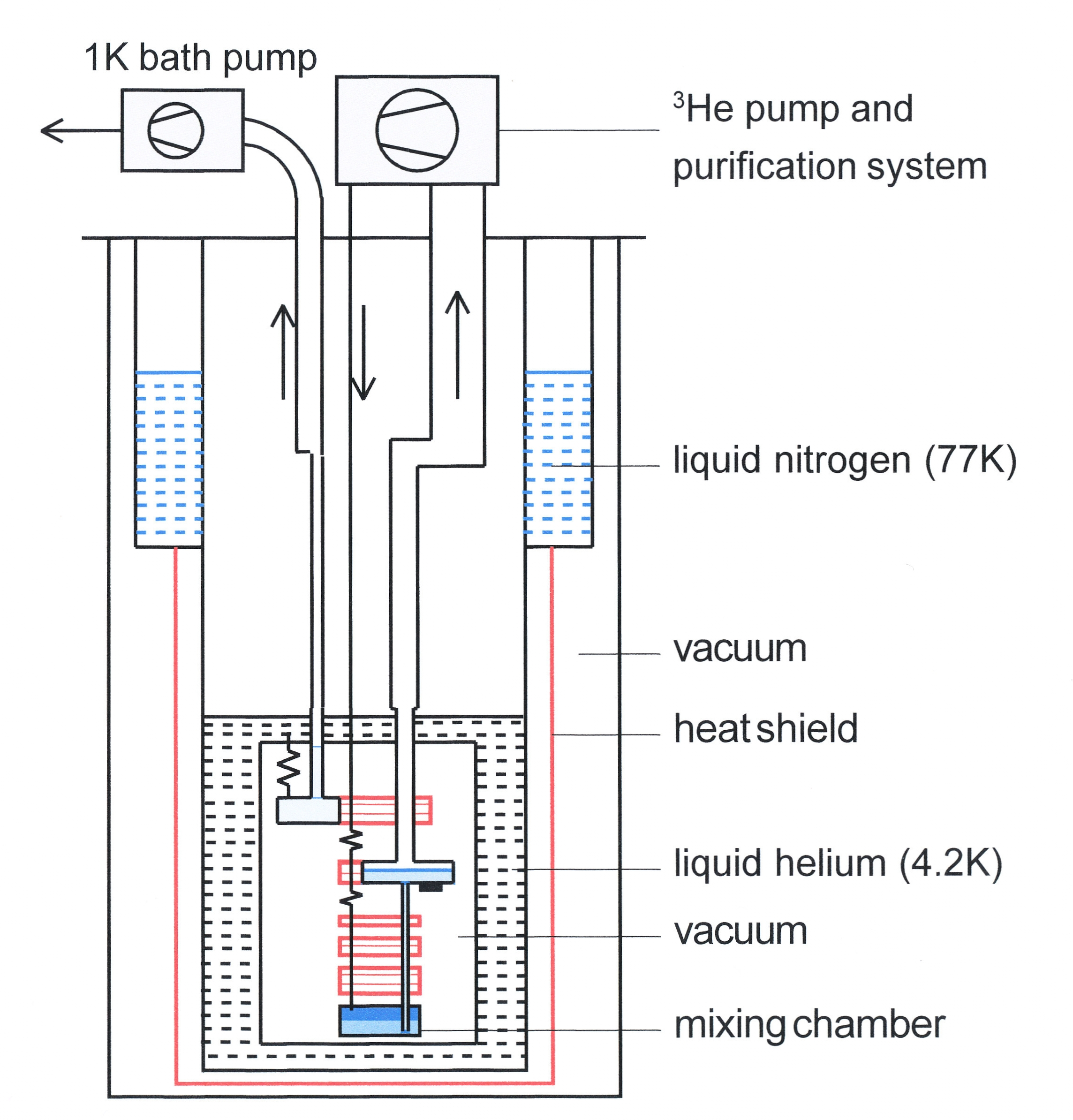
Schema di un refrigeratore a diluizione continuo classico

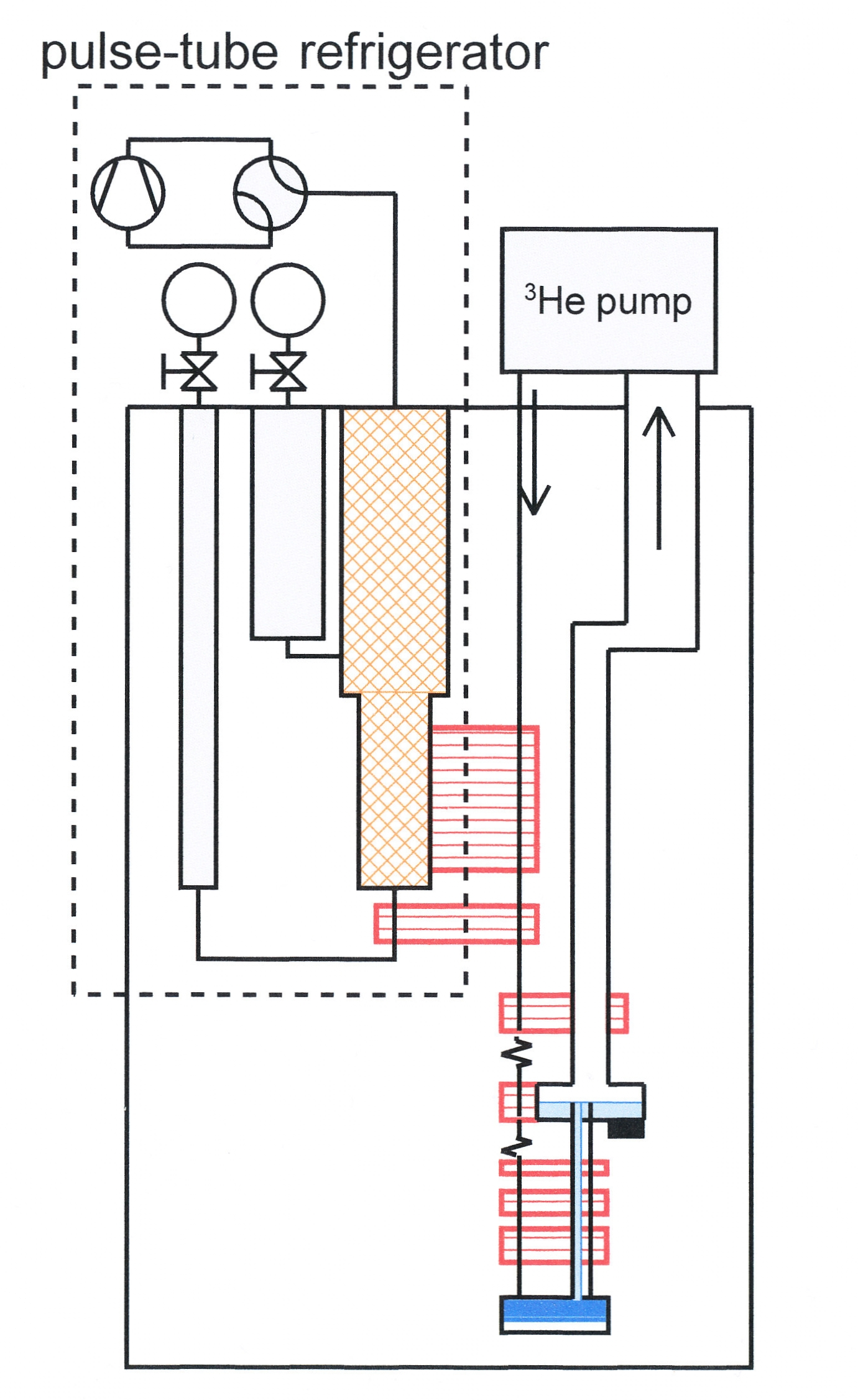
Schema di un refrigeratori a diluizione senza liquidi criogenici con cryocooler a due stadi, del tipo
pulse tube, indicato dal rettangolo punteggiato

Un refrigeratore a diluizione 3He/4He è un dispositivo criogenico che permette un raffreddamento fino a temperature di appena
2 mK, con nessuna parte in movimento a bassa temperatura. Il potere refrigerante è fornito dall'entalpia di separazione di fase degli isotopi elio-3 ed elio-4. È l'unico metodo possibile per raggiungere in maniera continua temperature al di sotto di 0,3 K.
Il refrigeratore a diluizione è un dispositivo proposto per la prima volta da London all'inizio degli anni 1950, e fu realizzato nel 1964 nei laboratori Kamerlingh Onnes nell'Università di Leida.

## Principio di funzionamento
Il processo di refrigerazione usa una miscela di due isotopi di elio: elio-3 ed elio-4. Quando è raffreddata sotto 870 mK, la miscela subisce una separazione di fase spontanea per un effetto quantistico formando una fase ricca di 3He e una povera di 3He.
Come mostrato nel diagramma di fase, a temperatura molto bassa la fase concentrata è essenzialmente pura 3He, mentre la fase diluita contiene circa il 6,6% 3He e il 93,4% 4He. Essendo l'3He più leggero dell'4He, l'3He galleggia sulla fase diluita.
Se viene pompato via dalla fase diluita l'3He il processo è endotermico e quindi viene rimosso calore dalla camera di smiscelamento.
Si noti come l'4He alla temperatura della camera di smiscelamento si comporti come il vuoto assoluto avendo a quella temperatura una tensione di vapore trascurabile. 
Il fluido del processo è solo 3He in quanto l'4He a temperature inferiori a 0,7 K ha una tensione di vapore di molti ordini di grandezza inferiore a quella dell'3He. Quindi è a tutti gli effetti simile al vuoto, non avendo nemmeno entropia essendo in uno stato condensato.
Vi sono tre tipologie di criostati a diluizione.

### Refrigeratore a diluizione a ciclo singolo[2]
In questo caso viene preparata alla minima temperatura (circa 1 K) possibile la miscela 4He ed 3He (al 50% circa). Con l'unico capillare che aspira il fluido nella parte inferiore della camera di diluizione. Da tale capillare viene pompato via l'3He. In questo primo processo si sfrutta il calore latente di evaporazione dell'3He nella miscela uniforme, fino a che non si raggiunge la temperatura di smiscelamento, nella quale le due fasi si separano. Essendo il capillare nel punto più basso si sottrae 3He alla fase diluita e quindi 3He (che galleggia sopra la parte alta del refrigeratore) attraverso l'interfaccia tra le due fasi passa nella fase diluita. Questo è il processo che raffredda ulteriormente la camera di smiscelamento. La capacità di refrigerazione si esaurisce quando finisce tutto l'3He. Con questo tipo di refrigeratore, che non ha ingressi di fluidi, è possibile raggiungere le temperature più basse con un singolo ciclo di refrigerazione (fino a 2 mK). Il problema di questo refrigeratore è che la durata del processo a bassa temperatura è limitata dalla quantità di 3He. I refrigeratori a ciclo continuo possono approssimativamente operare in questa maniera se viene chiusa la valvola che immette 3He nel criostato (ma sono presenti due capillari nella camera di smiscelamento).

### Refrigeratore a diluizione continuo classico
In questo caso la refrigerazione avviene grazie alla circolazione di 3He che entra nella parte alta della camera di smiscelamento e viene pompato dalla parte bassa dove la miscela è diluita. Seguiamo il processo da temperatura ambiente.
L'3He entra nel criostato a una pressione di qualche migliaio di pascal. Viene preraffreddato e purificato prima in una trappola a freddo ad azoto liquido (77 K ) e in seguito in una a 4He ( 4,2 K).
In seguito l'3He entra in una camera da vuoto dove è ulteriormente raffreddato a circa 1 K: tale temperatura è ottenuta con una pompa da vuoto che mantiene la pressione del bagno di 4He a una pressione di pochi pascal. Il bagno a 1 K liquefà l'3He e rimuove il suo calore di condensazione. A questo punto 3He entra la parte con minore conduttanza, un capillare che ha un'alta resistenza al flusso, questo capillare è raffreddato dal contro-flusso descritto in seguito a una temperatura di circa 500–700 mK. L'3He puro entra nel punto più freddo la camera di smiscelamento. Quindi una pompa da vuoto a temperatura ambiente, che mantiene un vuoto di una decina di Pa, estrae l'3He dalla fase diluita e lo rimette in circolo alla pressione iniziale di qualche migliaio di pascal completando il ciclo. Il gas in uscita è ancora freddo e attraverso gli scambiatori di calore raffredda il fluido in entrata. Con refrigeratori di questo tipo si riescono in teoria a raggiungere temperature di 5 mK, ma in realtà sono più normali temperature di 20 mK.

### Refrigeratori a diluizione senza liquidi criogenici
Incominciano a essere diffusi dei refrigeratori a diluizione in cui l'3He viene raffreddato da un cryocooler, invece che da azoto liquido ed elio liquido. In questo caso le operazioni sono grandemente semplificate. Anche se bisogna aggiungere che essendo il coefficiente di prestazione molto piccolo apparati di questo genere consumano una grande quantità di energia elettrica e sono soggetti a vibrazioni meccaniche, che si traducono in un ingresso termico elevato. Difficilmente con questi criostati si riescono a raggiungere temperature inferiori a 50 mK.

## Potenza refrigerante
La potenza refrigrante (in watt) nella camera di smiscelamento è approssimativamente data da:
{\displaystyle {\dot {Q}}_{m}={\dot {n}}_{3}\left[95(T_{m})^{2}-11(T_{i})^{2}\right]}
dove {\displaystyle {\dot {n}}_{3}} è la quantità molare circolante di 3He, Tm è la temperatura della camera di smiscelamento e Ti
la temperatura dell'3He che entra nella camera di smiscelamento. In presenza di un ingresso termico nullo, sussiste un rapporto fisso tra le due temperature:
{\displaystyle T_{m}={\frac {T_{i}}{2,8}}}
Da questa relazione, è chiaro che una bassa Tm può essere raggiunta se Ti è bassa. Nei refrigeratori a diluizione Ti
è ridotta mediante l'uso di scambiatori di calore con il gas in uscita. Tuttavia a temperature molto basse la cosiddetta resistenza di Kapitza rende molto difficile lo scambio termico tra la superficie dell'elio liquido e la parte solida dello scambiatore di calore. La resistenza di Kapitza è dovuta alla differenza tra i fononi del liquido e del solido ed è inversamente proporzionale a T4 e direttamente proporzionale alla superficie dello scambiatore.
In poche parole: per avere la stessa resistenza termica, se la temperatura diminuisce di un fattore 10, bisogna aumentare la superficie dello scambiatore di calore di un fattore 10 000. Quindi le superfici degli scambiatori sono delle superfici molto estese, ottenute con polveri molto sottili di argento.

## Limitazioni
Non esiste un limite fondamentale alla minima temperatura di un refrigeratore a diluizione, anche se la temperatura minima raggiunta è di circa 2 mK per ragioni pratiche. A basse temperature sia la viscosità sia la conducibilità termica dell'3He aumentano. Il calore prodotto dalla viscosità del fluido viene ridotto aumentando il diametro dei tubi di ingresso: per avere un'idea per ridurre la temperatura di un fattore 2, il diametro del capillare di ingresso deve aumentare di un fattore 8 e per mantenere inalterata la portata la lunghezza deve aumentare di un fattore 256 per la Legge di Poiseuille. Questo corrisponde ad aumentare il volume di 214 = 16 384. In altre parole: ogni cm³ a 2 mK dovrebbe diventare 16 384 cm³ a 1 mK. I criostati diventerebbero molto grandi ed estremamente costosi visto il costo dell'3He, a temperature così basse si utilizzano criostati a demagnetizzazione nucleare.